# Орел Хааста
Орел Хааста (Harpagornis moorei) — найбільший  хижий птах історичної епохи, що важив від 10 до 14 кг і мав розмах крил до 2,6 м у самок, більших, ніж самці. Орел Хааста мешкав на південному острові в  Новій Зеландії і полював головним чином на різні види моа, а також, ймовірно, на інших великих нелітаючих птахів, у тому числі на 18-кілограмового  гігантського гусака (Cnemiornis calcitrans). Як і інші великі тварини, орел Хааста  вимер незабаром після заселення Нової Зеландії  маорі.
Маорі називали цього птаха Те-Поуакаї, або Те-Хокіої, що ймовірно було наслідуванням видаваним цим орлом звукам. Існує навіть маорійський наскельний малюнок, що зображає людину з двома дуже великими убитими птахами. Один з них, ймовірно, є  альбатросом, а інший, імовірно, орлом Хааста. Перший науковий опис цього виду було виконано німцем  Юліусом фон Гаастом.
Орлу приписувалася поведінка людожера: у деяких легендах маорі орел вбивав людей, що може бути схожим на правду, враховуючи розмір і силу птиці. На відміну від моа, він, як і інші хижі птахи, був ймовірно винищений цілеспрямовано, проте швидке зникнення його основної здобичі — моа та інших великих нелітаючих птахів — мабуть прискорило його вимирання. Існує ряд викопних решток орла Хааста, в тому числі кістки, оброблені поселенцями. Припускається, що орел Хааста вимер разом з низкою видів моа в XV столітті, проте повідомлення про те, що бачили цих великих орлів тривали аж до XIX століття. Навіть ще в 1905 р. повідомлялось, що нібито було знайдено орлине гніздо, хоча це вважається малоймовірним.

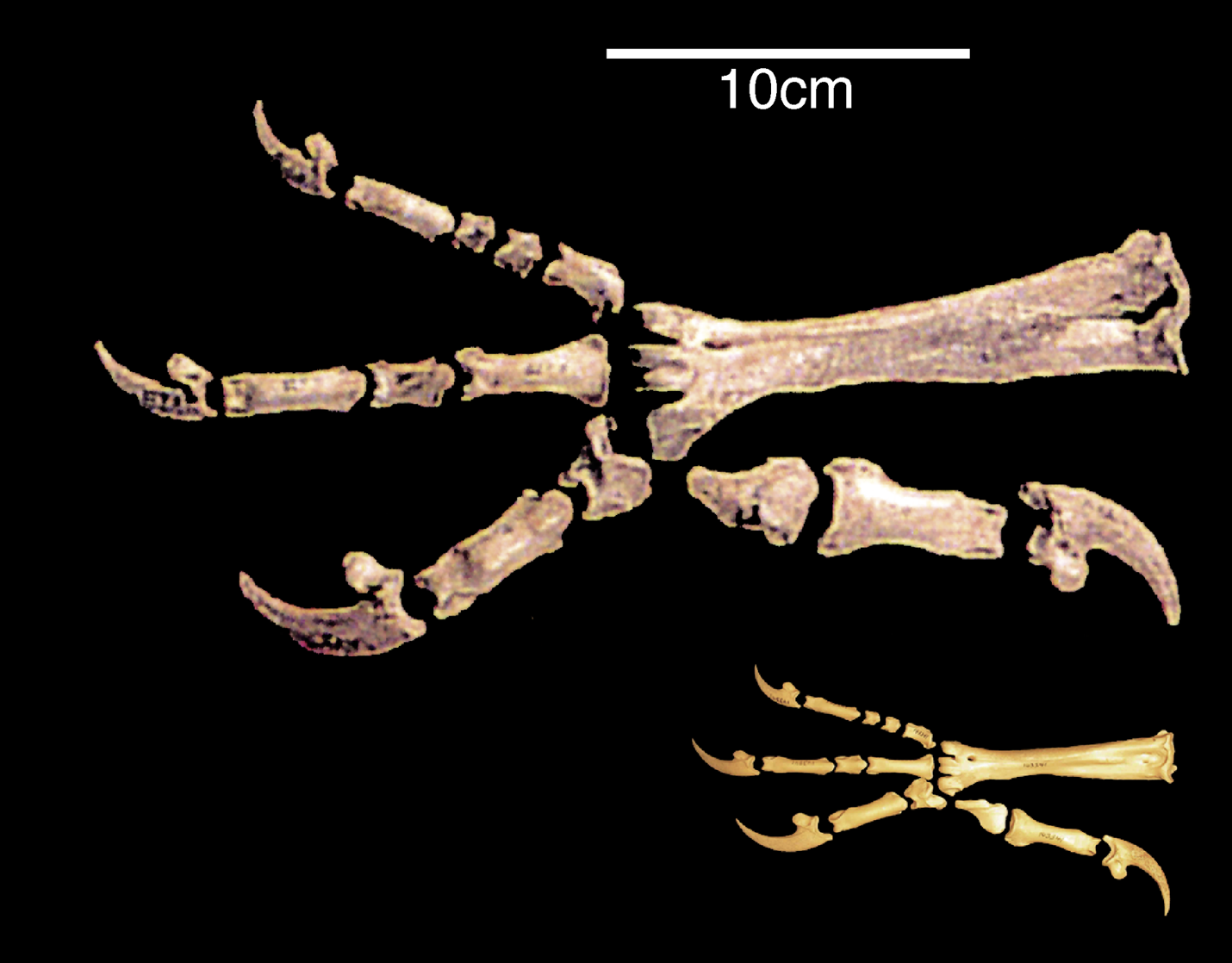
Кігті орла Хааста

Орел Хааста заповнював особливу нішу в новозеландської фауні, в якій домінували птахи і в якій окрім одного великого виду  гекона не існувало наземних хижаків. Здобич убивалася особливо довгими і сильними кігтями, які були частково здатними навіть переламувати кістки. Орел, мабуть, спостерігав за здобичею з високого місця, наприклад з дерева, і з великою швидкістю нападав на неї.
Аналізи ДНК показують, що орел Хааста був близьким родичем євразійського  орла-карлика (Hieraaetus pennatus) і австралійського яструбиного орла (Hieraaetus morphnoides), а не, як припускалося раніше,  австралійського клинохвостого орла (Aquila audax). Гілка орла Хааста розвинулася від 1,8 млн до 700 тис. років тому. Збільшення за цей відрізок часу маси в 10-15 разів є одним з найбільш стрімких  еволюційних збільшень в розмірах, що спостерігалися у  хребетних. Ймовірно, цьому сприяла наявність крупної здобичі і відсутність інших великих хижаків.
Назва роду походить від поєднання латинського слова «harpax», що означає «гачок», і грецького «ornis» — «птах».

## Ресурси Інтернету
- Опис орла Хааста на сайті передачі BBC Science & Nature (англ.)

## Виноски
1. ↑   Проте лише три повністю збережених скелети
2. ↑  Tennyson A., Martinson P. Extinct Birds of New Zealand // Te Papa Press. — Wellington, New Zealand. — 2006. — ISBN 978-0-909010-21-8.